# Обсерваторія MMT
Обсерваторія MMT (ММТ) є астрономічною обсерваторією, яка розташовується в обсерваторії Фред Лоуренс Уіппл (IAU код обсерваторії 696). Комплекс Обсерваторії Уіппл розташований на горі Хопкінс, Аризона, США (55 км на південь від Тусону) в горах Санта-Рита. Обсерваторією керує Університет Аризони і Смітсонівський інститут, а також вона має центр для відвідувачів в сусідньому місті Амаду, штат Аризона. MMTO є домом ММТ (раніше англ. Multiple Mirror Telescope), який зараз має первинне дзеркало 6,5 м в діаметрі. Назва обумовлена тим, що спочатку дзеркало для збору світла для телескопа було зроблено з шістки відносно невеликих дзеркал. Поточне дзеркало має спеціальний полегшений стільниковий дизайн, зроблений лабораторією дзеркала обсерваторії Стюарда університету Аризона. ММТ розташований в будівлі, яка дозволяє стінам і даху навколо телескопа бути повністю відкоченими, що дозволяє йому охолонути дуже швидко, щоб поліпшити якість спостережень.

## Multiple Mirror Telescope (1979—1998)
MMT працював в період з 1979 по 1998 рік з 6 дзеркалами, кожен з яких мав діаметр 1,8 метра, що забезпечує еквівалентну площа збирання 4,5-метрового телескопа, що робить його третім за величиною оптичним телескопом у світі на момент його передання в користування. Це показало амбітні інновації конструкції, включаючи його незвичайний оптичний дизайн, запропонований Аден Майн, будівля спільного обертання і альт-азимутальне монтування.
За винятком Большого Телескопа Азимутального (БТА-6) і 40-футового телескопа Вільяма Гершеля, основні оптичні телескопи до проведення ММТ використовували екваторіальні монтування. ММТ ознаменувало зміну в конструкції телескопа; всі основні оптичні телескопи з моменту ММТ були побудовані з альт-азимутальним монтуванням. Кілька технології стали ініціаторами в ММТ і сприяли успіху наступного покоління великих телескопів. До їх числа відносяться: високі сервоприводи з широким динамічним діапазоном для альт-азимутального монтування; високоточний наконечник вказує, що усуває необхідність в небі карт; спільне узгодження і спів-фазування декількох телескопів; удосконалення оптичних характеристик шляхом уваги до термального середовища об'єкта; вклади в осадженні вакуумних покриттів, очищення оптики і технічного обслуговування; і ранні експерименти спів-фазової адаптивної оптики.

## MMT (1998- і до тепер)
Однією з причин його оригінальної конструкції множинного дзеркала стала складність лиття великого дзеркала. Один із шляхів вирішення цієї проблеми знайшов Роджер Ангел Стюард із обсерваторії Університету штату Аризона, який виливав дзеркала зі стільниковою структурою в інтер'єрі обертової печі. Це дозволило замінити шість дзеркал на одне 6,5-метрове. Оригінальна будівля і частина структури можуть бути використані повторно. Нове дзеркало було першим з його розміром, що було відлите і поліроване в лабораторії дзеркала обсерваторії Стюарда. Оновлений ММТ був заново відкритий 20 травня 2000 року.
В кінці 2002 року, нове деформоване вторинне дзеркала було додане до телескопа. У той час як інші конструкції адаптивної оптики роблять їх коригування з додатковими дзеркалами, зводячи до мінімуму кількість теплих поверхонь в шляху проходження світла дає кращі результати в інфрачервоному діапазоні. Система ММТ А. О. сприяла розробці Великого бінокулярного телескопа, який дозволив забезпечити рекордні коефіцієнти Штреля з системою АТ в 2010 році.
З 2004 по 2010 рік, приблизно 8 % часу спостережень у ММТ були доступними для всієї астрономічної спільноти за допомогою програми американського Національного наукового фонду контрольно-вимірювальної системи телескопа (TSIP), під керівництвом Національної оптичної астрономічної обсерваторії (NOAO).